# درانی
دُرانی (به پشتو: دراني) پیش از این شناخته شده به ابدالی نام قبیله‌ای از پشتون‌ها است که در اطراف و حوالی قندهار سکونت دارند، آنها همچنین در سایر مناطق افغانستان و بخش هایی از خیبر پختونخوا مستقر هستند.
احمدشاه درانی که بنیان‌گذار دولت مدرن افغانستان به شمار می رود، از قبیله ابدالی بود. در سال ۱۷۴۷، پس از تاسیس سلطنت درانی برپایه قندهار، او لقب «شاه در دران» را برگزید و پس از آن نام قبیله ابدالی خود را به «درانی» تغییر داد.

## تاریخچه
در طول قرن‌های ۱۶ و ۱۷، ابدالی‌ها بیشتر دامدار بودند و به فعالیت‌های کشاورزی معروف نبودند، اما برخی از آنها به تجارت زمینی مشغول بودند. بزرگان ابدالی و ترین (یک قبیله پشتون وابسته به ابدالی ها) توسط والیان منصوب صفوی و گورکانی مورد حمایت قرار گرفتند و از آنها خواسته شد تا در مسیرهای سفر گشت‌زنی کنند و از ایمنی کاروان های تجاری که از قندهار عبور می کردند اطمینان حاصل کنند. ولایتی که بر روی یک کریدور تجاری استراتژیک قرار داشت و هندوستان، ایران و ترکستان را به هم وصل می کرد.

### سلطنت درانی

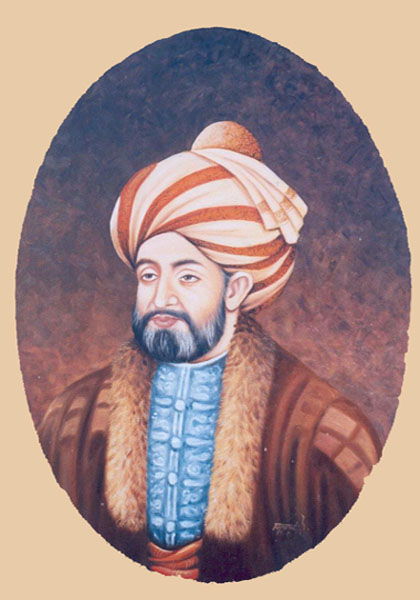
احمد شاه درانی (۱۷۷۲ - ۱۷۴۷)، بنیان‌گذار سلطنت درانی، متعلق به تیرۀ پوپل‌زایی است.

احمدشاه ابدالی، در سال ۱۷۴۷ میلادی دولتی در خراسان تشکیل داد. و در آن‌جا اعلام پادشاهی کرد. در واقع، هدف وی، همانند دیگر امپراتوران، سلطنت بر تمام ایران بود. اما، پس از چندی، قلمروی که او بر آن فرمانروایی می‌کرد، افغانستان نام گرفت.
دانشنامهٔ بریتانیکا، که یکی از معتبرترین منابع به‌زبان انگلیسی به‌شمار می‌رود، شاهنشاهی احمدشاه درانی را آخرین امپراتوری افغان خوانده‌است. این دانشنامه می‌افزاید که شاهنشاهی احمدشاه درانی پس از امپراتوری عثمانی، دومین امپراتوری جهان اسلام در نیمهٔ دوم قرن هجده بود که حدود قلمرو آن را از مشهد تا دهلی و از آمودریا تا دریای عرب دربر می‌گرفت.

احمدشاه درانی در فرمانی که در تاریخ ۱۶ شوال ۱۱۶۷ هجری قمری مطابق ۱۷۵۳ میلادی توسط او صادر شده و در نشریهٔ فرهنگ ایران زمین منتشر گردیده‌است، کلمه افغانستان را به کار نبرده و در عوض آرزو کرده‌است تا به یاری خداوند سراسر ایران را به زیر فرمان خود آورد:
... در این وقت که پروردگار عالم این دولت خداداد را به نواب همایون ما ارزانی فرموده‌است، منظور نظر اقدس چنان است که به فضل قادر لم‌یزل اسرای مسلمان که در عهد نادرشاه گرفتار گردیده نجات از ارض قدس دهیم و در عرض راه تون و قاین و غیره ولایات که به تصرف امنای دولت قاهره درآمده، هرچه اسیر مسلمان بود نجات یافته و حال قلعه مشهد را محاصره داریم. انشاالله همین که قلعه فتح شد به کلی کل ایران به تصرف آمد. 
دانشنامهٔ بریتانیکا، شاهنشاهی احمدشاه درانی را آخرین امپراتوری افغان خوانده‌است.
الفنستون، محقق نامور انگلیسی، هنگامی که جامع‌ترین کتابش را در مورد افغان‌ها می‌نوشت، ضمن بحث در بارهٔ افغان‌های جنوب غرب، از احمدشاه درانی به‌عنوان مؤسس افغانستان معاصر چنین یاد می‌کند:
احمدشاه خرد مندانه، اساس یک امپراتوری بزرگ را نهاد. هنگام در گذشت او متصرفاتش از غرب خراسان تا سر هند و از آمو تا دریای هند گسترش داشت و این‌همه را یا با انعقاد پیمان به‌دست آورده بود یا در عمل (به زور شمشیر) تصرف کرده بود.

### دودمان بارک‌زایی

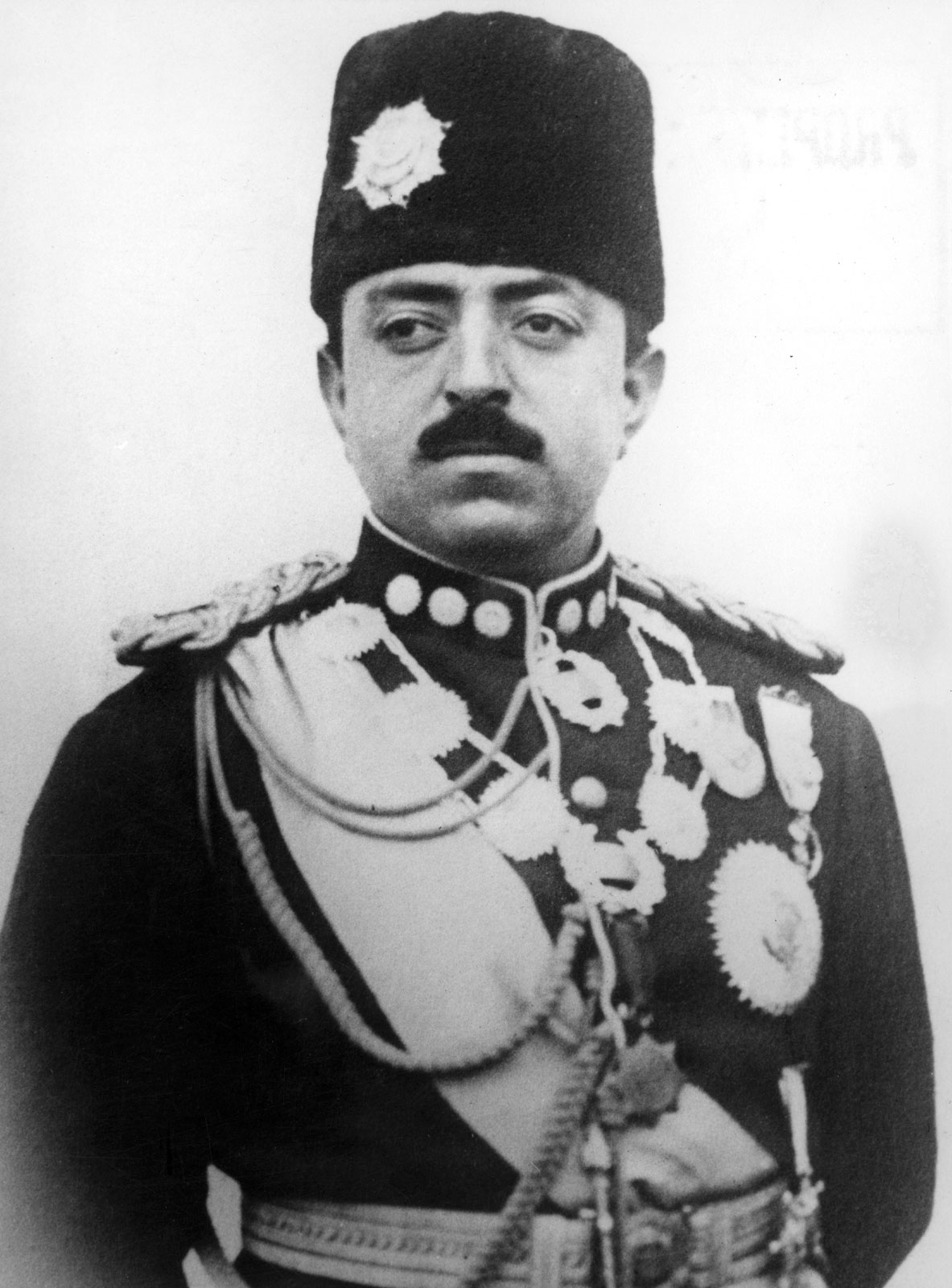
پادشاه امان‌الله خان (۱۹۲۹ - ۱۹۱۹)، که تحت رهبری او افغانستان بر سر سیاست خارجی خود از راج بریتانیا استقلال یافت.

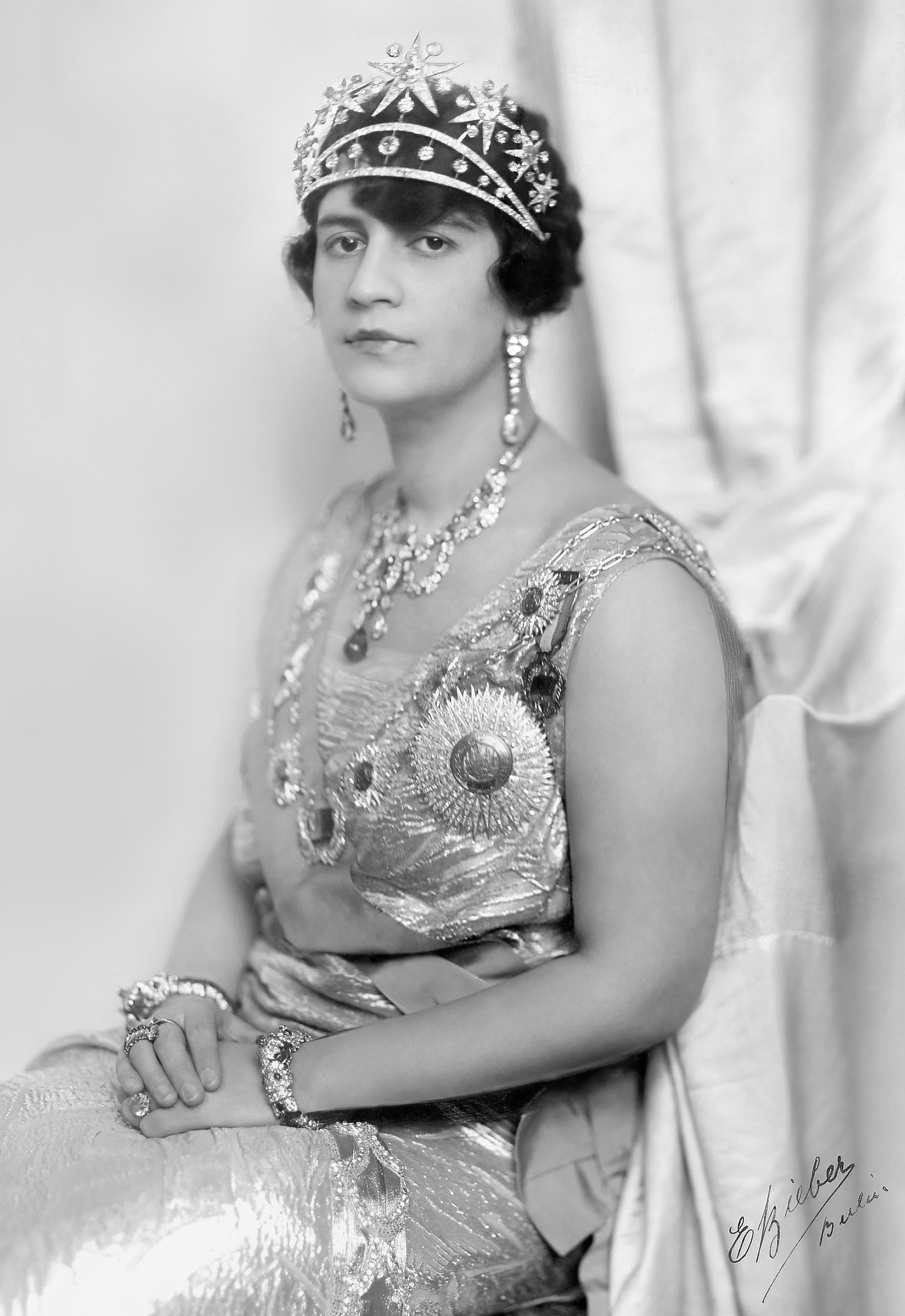
ملکه ثریا طرزی، همسر امان‌الله شاه

در سال ۱۸۲۳، امیر دوست‌محمد خان، که از تیرۀ بارک‌زایی درانی بود، سلسله بارک‌زایی را به مرکزیت کابل بنیان‌گذاری کرد. پس از آن، نوادگان او به شکل مستقیم تا سال ۱۹۲۹ حکومت کردند تا زمانی که پادشاه امان‌الله خان، که تحت رهبری او افغانستان بر سر سیاست خارجی خود از راج بریتانیا استقلال یافته بود، مجبور به کناره‌گیری شد و پسر عموی او محمد نادر شاه مدتی بعد به عنوان پادشاه انتخاب شد. سلسله بارک‌زایی تا سال ۱۹۷۳ بر افغانستان کنونی حکومت می کرد که محمد ظاهرشاه آخرین پادشاه بارک‌زایی در یک کودتای بدون خونریزی توسط پسر عموی خود محمد داوود خان سرنگون شد. کودتا به پادشاهی بارک‌زایی پایان داد و جمهوری افغانستان (۱۹۷۸ - ۱۹۷۳) را به وجود آورد.

### دوره معاصر

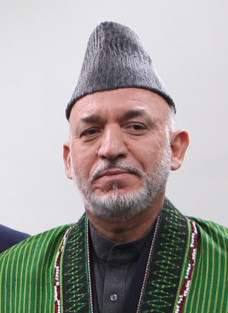
حامد کرزی، رئیس جمهور سابق افغانستان (۲۰۱۴ - ۲۰۰۱)

حامد کرزی، رئیس جمهور پیشین افغانستان (۲۰۱۴ - ۲۰۰۱)، مانند احمدشاه درانی، نیز به تیرۀ پوپلزی درانی تعلق داشت.